# 4710 Wade
4710 Wade este un asteroid din centura principală, descoperit pe 4 ianuarie 1989 de Robert McNaught.